# Việt Quang (thị trấn)
Việt Quang là thị trấn huyện lỵ của huyện Bắc Quang, tỉnh Hà Giang, Việt Nam.

## Địa lý
Thị trấn Việt Quang nằm ở trung tâm huyện Bắc Quang, có vị trí địa lý:
- Phía bắc giáp huyện Quang Bình và xã Tân Lập
- Phía đông giáp xã Việt Vinh và xã Quang Minh
- Phía nam giáp các xã Quang Minh, Hùng An và Việt Hồng
- Phía tây giáp huyện Quang Bình.

Thị trấn Việt Quang có diện tích 46,98 km², dân số năm 2019 là 16.072 người, mật độ dân số đạt 342 người/km².

## Hành chính
Thị trấn Việt Quang có 23 tổ dân phố, thôn được chia thành 14 tổ dân phố: 1, 2, 3, 4, 5, 6, 7, 8, 9, 10, 11, 12, 13, 14 và 9 thôn: Cầu Ham, Cầu Thủy, Minh Thành, Tân Sơn, Tân Thành, Thanh Bình, Thanh Sơn, Thanh Tân, Việt Tân.

## Lịch sử
Ngày 19 tháng 2 năm 1986, Hội đồng Bộ trưởng ban hành Quyết định 14-HĐBT về việc thành lập thị trấn Việt Quang trên cơ sở:
- Sáp nhập 988,23 hécta đất với 1.877 nhân khẩu của xã Việt Vinh
- Sáp nhập 809 hécta đất với 1.213 nhân khẩu của xã Quang Minh
- Với 7.242 nhân khẩu là cán bộ công nhân viên của các cơ quan, đơn vị trực thuộc huyện, đóng tại thị trấn.

Thị trấn Việt Quang có diện tích tự nhiên 1.797,23 hécta với 10.332 nhân khẩu.
Ngày 25 tháng 8 năm 2010, Bộ Xây dựng ban hành Quyết định số 780/QĐ-BXD về việc công nhận thị trấn Việt Quang là đô thị loại IV.

## Giao thông
Thị trấn Việt Quang có tuyến quốc lộ 2 và quốc lộ 279 chạy qua. Một phần hồ Quang Minh thuộc địa phận của thị trấn Việt Quang. Ngoài ra, thị trấn còn có nhiều suối nhỏ như Nậm Khoa, ngòi Thúy...